# Alan Davies (Offizier)
Sir Alan Cyril Davies, KCB, CBE (* 31. März 1924; † 27. Januar 1998) war ein Offizier der Royal Air Force (RAF), der unter anderem als Generalleutnant (Air Marshal) 1977 stellvertretender Oberkommandierender des Luftangriffskommandos (RAF Strike Command) war. Nach seinem Eintritt in den Ruhestand fungierte er zwischen 1984 und 1994 als Koordinator für Anglo-US-amerikanische Beziehungen im Verteidigungsministerium (Ministry of Defence).

## Leben

### Offiziersausbildung, Zweiter Weltkrieg und Stabsoffizier
Alan Cyril Davies, Sohn von Richard Davies, trat während des Zweiten Weltkrieges 1941 in die Royal Air Force (RAF) und wurde nach einer Flugausbildung am 16. April 1943 als Leutnant (Pilot Officer) Pilot in der zum Luftwaffenküstenkommando (RAF Coastal Command) gehörenden Staffel No. 155 Squadron RAF. Im weiteren Kriegsverlauf wurden ihm die kriegsdienstbezogenen (War Substantive) Dienstgrade als Oberleutnant (Flying Officer) am 16. Oktober 1943 sowie als Hauptmann (Flight Lieutenant) verliehen. Nach Kriegsende blieb er in der RAF und wurde am 16. Oktober 1946 formell zum Hauptmann (Flight Lieutenant) befördert. Am 15. Mai 1947 wurde seine Dienstzeit als Zeitsoldat (Short Service Commission) zunächst um acht weitere Jahre verlängert, ehe er vor Ablauf der Dienstzeit als Berufssoldat (Permanent Commission) in die RAF übernommen wurde.
Davies wurde 1952 Fliegerischer Kommandeur (Flight Commander) der Vereinigten U-Boot-Abwehrschule (Joint Anti-Submarine School) und am 1. Januar 1954 zum Major (Squadron Leader) befördert, woraufhin er Fliegerischer Kommandeur der No. 120 Squadron RAF war. 1958 übernahm er den Posten als Kommandeur (Commanding Officer) der Entwicklungseinheit für Luft-See-Kriegsführung (Air Sea Warfare Development Unit). Nach seiner kommissarischen Ernennung zum Oberstleutnant (Acting Wing Commander) am 17. August 1959 wurde er Kommandeur der mit Seefernaufklärern ausgestatteten No. 201 Squadron RAF und erhielt in dieser Verwendung am 1. Januar 1960 auch seine Beförderung zum Oberstleutnant (Wing Commander). Darüber hinaus wurde er für seine Verdienste in dieser Funktion am 10. Juni 1961 sowie erneut am 2. Juni 1962 mit der Queen’s Commendation for Valuable Service in the Air (QCVSA) ausgezeichnet. Nachdem er die Schule für Luftkriegsführung (RAF College of Air Warfare) besucht hatte, wurde er am 2. Juli 1962 Stabsoffizier für operative Anforderungen im Hauptquartier des RAF Coastal Command. Nach seiner kommissarischen Ernennung zum Oberstleutnant (Acting Group Captain) am 26. Juni 1964 übernahm er den Posten als stellvertretender Leiter der Abteilung Operative Anforderungen und wurde fünf Tage später am 1. Juli 1964 auch zum Oberst (Group Captain) befördert. Er war danach zwischen dem 4. Januar 1967 und Januar 1969 Kommandant des Luftwaffenstützpunktes RAF Stradishall und wurde zudem am 1. Januar 1967 wegen seiner Verdienste Commander des Order of the British Empire (CBE).

### Aufstieg zum Air Marshal
Am 1. Januar 1969 wurde Alan Davies zum Brigadegeneral (Air Commodore) befördert und besuchte im Anschluss das Imperial Defence College (IDC) in London. Nach dessen Abschluss übernahm er zwischen dem 24. Dezember 1969 und dem 14. September 1972 im Verteidigungsministerium (Ministry of Defence) den Posten Leiter der Planungsabteilung des Stabes der Luftstreitkräfte (Director of Air Staff Plans). Am 14. September 1972 wurde ihm der kommissarische Dienstgrad eines Generalmajors verliehen, woraufhin er zwischen dem 14. September 1972 und Juli 1974 den Posten als Assistierender Chef des Luftwaffenstabes für politische Inhalte (Assistant Chief of the Air Staff (Policy)) übernahm. In dieser Verwendung wurde er am 1. Januar 1973 zum Generalmajor (Air Vice-Marshal) befördert und am 1. Januar 1974 auch zum Companion des Order of the Bath (CB) ernannt. Am 29. August 1974 wechselte er in das Hauptquartier der Alliierten Luftstreitkräfte der NATO in Mitteleuropa AAFCE (Allied Air Forces Central Europe) und war dort als Stellvertretender Chef des Stabes für Operationen und Militärisches Nachrichtenwesen (Deputy Chief of Staff – Operations & Intelligence, HQ AAFCE) zuständig.
Im Anschluss wurde Alan Davies am 2. Juli 1977 der kommissarische Dienstgrad eines Generalleutnants verliehen. Er löste daraufhin Air Marshal Sir John Stacey als stellvertretender Oberkommandierender des Luftangriffskommandos (Deputy Commander in Chief, RAF Strike Command) ab und bekleidete diesen Posten bis Dezember 1977, woraufhin Air Marshal Sir Alfred Ball seine Nachfolge antrat. Er selbst wechselte am 1. Januar 1978 in das NATO-Hauptquartier und war dort bis 1981 Direktor des Internationalen Militärstabes. In dieser Verwendung wurde er am 1. Juli 1978 zum Generalleutnant (Air Marshal) befördert. Darüber hinaus wurde er am 30. Dezember 1978 zum Knight Commander des Order of the Bath (KCB) geschlagen, so dass er seither den Namenszusatz „Sir“ führte. Zuletzt war er von 1981 bis zu seinem Ausscheiden aus dem aktiven militärischen Dienst am 1. Juli 1983 Leiter des Unterstützungsbereichs für Wirtschaftliche Prüfung der Luftstreitkräfte (Head of Support Area Economy Review Team, RAF). Nach seinem Eintritt in den Ruhestand fungierte er ferner zwischen 1984 und 1994 als Koordinator für Anglo-US-amerikanische Beziehungen im Verteidigungsministerium. 1992 wurde er außerdem Präsident des Corps of Commissionaires, einer globalen Bewegung in Ländern des Commonwealth of Nations, die geschaffen wurde, um Veteranen der Streitkräfte eine sinnvolle Beschäftigung zu bieten.
Aus seiner 1949 geschlossenen Ehe mit Julia Elizabeth Ghislaine Russell, die 1995 verstarb, gingen drei Söhne hervor.